# Diocèse d'Angoulême
Le diocèse d'Angoulême (en latin: Dioecesis Engolismensis) est un diocèse de l'Église catholique de France. Le siège épiscopal est à Angoulême.
Érigé dès le IIIe siècle, il est le diocèse historique de l'Angoumois, et recouvre actuellement le territoire du département de la Charente.
Jusqu'en 2002, il est suffragant de l'archidiocèse de Bordeaux et relève de la province ecclésiastique du même nom. Depuis lors, il est suffragant de l'archidiocèse de Poitiers et relève de la province ecclésiastique de Poitiers qui comprend les diocèses d'Angoulême, de La Rochelle et Saintes, de Poitiers, de Limoges, et de Tulle.
Depuis 2015, l'évêque d'Angoulême est Hervé Gosselin.

## Histoire

### Les origines: une construction mouvementée
Le diocèse d’Angoulême aurait été fondé par saint Ausone au IVe siècle. Les premiers évêques s'entourent de leur presbyterium, collège composé de prêtres, diacres et de clercs qu'il a ordonné, et qui ont pour mission de travailler à l'évangélisation du peuple de la cité d'Angoulême. En effet, le diocèse se confondait dans ses premiers temps avec le territoire peu étendu de la Civitas Engolismensis, qui évoluera vers le territoire de l’Angoumois. Le diocèse était le premier suffragant de la métropole bordelaise.
À la chute de l'Empire Romain d'Occident, la région subit les grandes invasions, et notamment le passage des Vandales qui ravagent Angoulême en 407. L’Aquitaine est pacifiée par les Wisigoths, et passe sous leur domination en 418. Avec l'avènement d'Euric en 466, les Wisigoths, adeptes de la version arianiste du christianisme, lancent des persécutions contre les catholiques et en particulier contre le clergé. Ils détruisent la première cathédrale d'Angoulême et la remplacent par un édifice du culte arien dédié à saint Saturnin, tandis que le siège de l’évêché est laissé vacant par Euric en 472.
En 508, juste après sa victoire sur les Wisigoths, Clovis prend Angoulême, miraculeusement selon Grégoire de Tours et Adémar de Chabannes. En effet, sur les conseils de son chapelain Lupicin, il fit porter en procession sous les remparts de la ville des reliques attribuées à Jésus-Christ en croix. Les murailles de la ville se seraient écroulées devant lui et des pierres du rempart l'auraient blessé à une jambe. En rappel de cette prise, une jambe sculptée figure sur une tour de la 2e enceinte datant du XIIe siècle. Clovis nomma son chapelain Lupicin nouvel évêque de la ville et fit abattre l'ancienne cathédrale wisigothe. Lupicin, qui resta 30 ans sur le siège épiscopal, en fit rebâtir une nouvelle, consacrée à saint Pierre. Seuls subsistent de cet édifice primitif deux chapiteaux sculptés en marbre qui encadrent la baie d'axe dans l'abside de l'actuelle cathédrale.

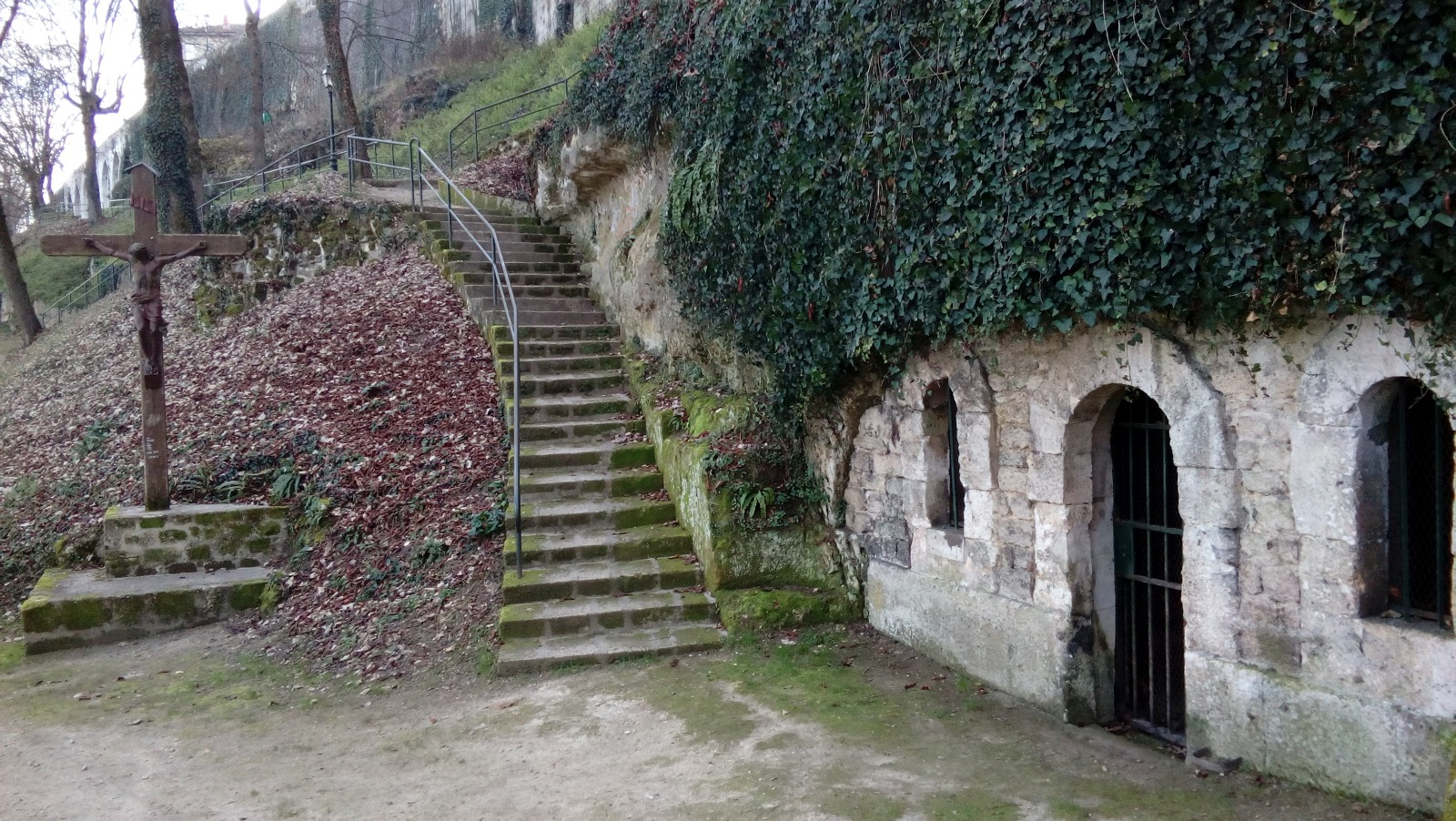
Grotte de Saint-Cybard à Angoulême

Au VIe siècle, saint Cybard est resté à vivre en reclus, dans une grotte située sous le rempart nord d'Angoulême, en prolongement du Jardin vert, où il soignait les pauvres et accomplissait des miracles,. Ceci entraîne à sa mort la création de la première abbaye, l’abbaye Saint-Cybard, alors que la création de la première abbaye de femmes, l’abbaye Saint-Ausone, s'est faite ultérieurement au Xe siècle, sur la tombe d'Ausone. Saint Cybard est le saint patron du diocèse.
Au début du VIIIe siècle, l'Aquitaine est l'objet de troubles avec les raids des Arabes. Ainsi en 732, Eudes d'Aquitaine doit appeler Charles Martel pour arrêter les Arabes qui ravagent Saintes et Angoulême en se dirigeant vers le lieu de la bataille de Poitiers.
À partir du milieu du IXe siècle et pendant plus d'un siècle, Angoulême subit les raids et les pillages des Vikings, notamment en 848, Angoulême par Hasting et en 863.

### L'épanouissement de l'Église d'Angoulême
Grimoard de Mussidan, évêque d'Angoulême (991-1018) fit édifier une nouvelle cathédrale en 991, l'ancienne ayant été incendiée sans doute par les Vikings. Abbé de Brantôme en Périgord, il utilisa les revenus de l'abbaye pour financer la construction de la cathédrale. Elle fut consacrée en 1015, mais ne dura qu'un siècle, ses dimensions étant trop réduites.
La région, notamment du côté saintongeais connaît un élan de construction de monuments religieux dans un contexte d'épanouissement de l'art roman saintongeais dont il reste de nombreux témoins aujourd'hui.
En 1110, l'évêque Girard II fait ordonner la construction des maisons épiscopales et de la cathédrale actuelle. L'évêque se révéla être un artiste de premier plan. Il dirigea les travaux de sa cathédrale sous la surveillance du chanoine Itier Archambaud, mort en 1125. Ceux-ci commencèrent vers 1110 et l'église fut consacrée en 1128. Sous l'impulsion de Girard II, quelques abbayes et églises voient aussi le jour.
Aux XIVe et XVe siècles, la région est sujette à des tensions entre la France et l'Angleterre dans le cadre de la guerre de Cent Ans, et affectée par les désastres de la peste noire. Cette situation a eu pour conséquences la fortification et/ou la destruction de certains édifices religieux, un déclin démographique, puis l'émigration de populations poitevines et angevines, faisant disparaître la langue occitane au profit du saintongeais moderne. En effet, à la veille du traité de Brétigny les abbayes, prieurés, couvent ou églises étaient appauvris ou ruinés.
Sous l'épiscopat d'Octavien de Saint-Gelais, le diocèse est mis en lumière à la cour de Charles VIII grâce aux talents de romancier et de poète de son évêque. Il entreprit la restauration de la cathédrale et l'agrandissement du palais épiscopal. Évêque d'importance auprès du roi, il a fait partie de ceux qui ont accompagné sa dépouille vers Saint-Denis en 1498. À la fin de son épiscopat, Angoulême fut l'objet d'une grave épidémie, propulsant ses habitants à la campagne. À sa suite, beaucoup d'évêques d'Angoulême auront une proximité avec le pouvoir royal. En effet, le comté d'Angoulême a donné à la France la dynastie des Valois-Angoulême, avec l'accession au trône de François 1er en 1515. Avec le concordat de 1516, les rois de France peuvent user de leur pouvoir sur le choix des évêques.

### L'époque des réformes
Les Guerres de Religion affectent fortement la région, dont une partie de la population est devenue protestante. Beaucoup d'édifices religieux sont mutilés pendant cette période, dont la cathédrale qui en a souffert en 1562 et 1568 où elle fut canonnée par l'armée protestante conduit par l'amiral de Coligny et le clocher sud détruit. Après la guerre, de 1625 à 1634, la cathédrale est relevée grâce au chanoine Jean Mesneau qui y consacre plus de trente mille livres et retrouve les titres perdus pendant la guerre. C'est malheureusement aussi à cette époque qu'Angoulême perd son privilège d'Université, à la suite d'une longue querelle entre le conseil municipal de l'époque et l'évêque Antoine de La Rochefoucauld, sur fond de rivalité entre La Sorbonne et la compagnie de Jésus.
L'évêque François de Péricard à partir de 1647 réforma en profondeur l'organisation de son diocèse, et notamment en réduisant les prétentions de son chapitre. Celui-ci se montre favorable jusqu'en 1668 aux thèses du jansénisme. Pour son diocèse, il créa des hôpitaux à Angoulême et à La Rochefoucauld, et posa les fondations de son séminaire auquel il légua ses immeubles, meubles et sa bibliothèque.
En 1720, Cyprien-Gabriel Bénard de Résay chasse les jésuites du collège d'Angoulême.
Le diocèse connaît avec Joseph-Amédée de Broglie (1754-1784) une réforme du nombre de ses archiprêtrés, créant ceux de Vars, Torsac, Saint-Claud et Châteauneuf. Celui-ci avait reçu un diocèse déshérité dont l'administration a été laissée en quasi déshérence depuis des années par des évêques âgés et s'adjoint pour l'administrer comme vicaire général l'énergique François Bareau de Girac, qui prend possession de l'évêché à sa place par procuration et avec lequel il publie de nombreux mandements et instructions pastorales.
À la veille de la Révolution, le diocèse compte 17 archiprêtrés regroupant 205 paroisses. S'y ajoutent différents chapitres, abbayes et couvents.

### La Révolution, période de bouleversements
Son successeur, Philippe-François d'Albignac de Castelnau est consacré le 18 juillet 1784, et doit faire face aux événements de la Révolution. Relativement à la réunion des États Généraux du 5 mai 1789 à Versailles, il réunit en mars le clergé sous sa présidence à a cathédrale d'Angoulême. L'évêque s'opposa au vote par tête, ainsi qu'à la constitution civile du clergé, impliquant sa renonciation au titre d'évêque d'Angoulême. Les autorités civiles lui choisirent un remplaçant en la personne de Pierre-Mathieu Joubert, qui le remplaça le 8 mars 1791.
La Révolution a beaucoup fait évoluer le territoire diocésain. En effet, alors qu'il ne comptait auparavant que 205 paroisses, sa surface est doublée, afin de faire correspondre l'étendue administrative du diocèse avec l'administration du département. Les hommes et les femmes qui ont prononcé des vœux doivent prêter serment à la constitution civile du clergé. Comme dans d'autres départements, ceux qui refusent sont enfermés ou déportés. D'autres émigrent. 
Lors de la réorganisation territoriale des diocèses à la Révolution Française, ont été agrégées au diocèse d'Angoulême 44 paroisses du diocèse de Limoges, 38 de celui de Périgueux, 68 de celui de Poitiers et plus de 100 de l’ancien diocèse de Saintes. Mais celle-ci a pour conséquence aussi de transformer la cathédrale en temple de la raison à partir de 1793 : des « Fêtes de la Raison » y sont organisés le 10 frimaire an II du fait de la « déchristianisation » amorcée par le gouvernement révolutionnaire. L'évêque Pierre-Mathieu Joubert se sécularise, le culte ayant été aboli. Le diocèse ne connaît pas d'évêque jusqu'en 1802.
Au Concordat de 1801, le diocèse de Périgueux fut uni à celui d’Angoulême. Dominique Lacombe en devient l'évêque en 1802. Celui-ci, bien qu'il eût refusé de rétracter le serment qu'il avait prêté à la constitution civile du clergé, reçut de Rome ses bulles, sur l'insistance particulière du gouvernement français. L'évêque d'Angoulême soutint l'empereur contre le pape en toute circonstance, et ne laissa échapper aucune occasion de le célébrer. À la seconde Restauration, de nombreuses plaintes s'élevèrent contre lui ; il refusa obstinément de donner sa démission. Le diocèse de Périgueux devient à nouveau autonome en 1822. Depuis, le territoire du diocèse se confond avec le département de la Charente.

### Un diocèse de missions
De 1852 à 1879, sous l'égide d'Antoine-Charles Cousseau, évêque d'Angoulême, la cathédrale est restaurée par l'architecte Paul Abadie, modifiant sensiblement l'intérieur et l'extérieur de l'édifice. Aussi, il fit construire les églises Saint-Ausone, Saint-Cybard et Saint-Martial. De même, son successeur Alexandre-Léopold Sébaux ayant conscience d'avoir à charge un diocèse peu religieux fit des tournées pastorales et prédications, mais surtout le recrutement des vocations ecclésiastiques, et l'instruction chrétienne, pour laquelle il fonda des écoles libres, notamment le collège de Saint-Paul (1878), et des œuvres ouvrières et charitables.
Au XXe siècle, le diocèse connaît les réformes importantes de Vatican II sous l'épicopat de Kérautret. Le nombre de prêtres diminue, consécutivement à la baisse de la pratique religieuse en France. Au XXIe siècle, le diocèse ne connaît alors plus d'ordination de prêtres.
Le diocèse est suffragant de l'archidiocèse de Bordeaux et relève de la province ecclésiastique du même nom jusqu'au décret du 8 décembre 2002, où la Congrégation pour les évêques élève le diocèse de Poitiers au rang d'archidiocèse métropolitain et fait du diocèse d'Angoulême un de ses suffragants.

## Géographie
Le territoire du diocèse d'Angoulême se confond avec celui du département de la Charente, soit une superficie de 5956 km².
Le diocèse est frontalier de ceux de Poitiers (Vienne et Deux-Sèvres), La Rochelle et Saintes (Charente-Maritime et Saint-Pierre-et-Miquelon), Limoges (Creuse et Haute-Vienne) et Périgueux-et-Sarlat (Dordogne).

### Organisation territoriale
Le diocèse est divisé en cinq doyennés, eux-mêmes divisés en 22 paroisses :
- Doyenné Grand Angoulême : avec les paroisses : des Saints Apôtres ; Soyaux – Vallée de l’Échelle ; La Visitation sur Boëme ; Notre-Dame des Sources ; Saint Amant – Gond – Champniers ; Sainte Joséphine Bakhita ; Saint Roch – Sacré Cœur ; Saint Cybard sur Charente et Nouère.
- Doyenné Ouest Charente :  avec les paroisses : Pays de Jarnac ; St-Martin en val de cognac ; Châteauneuf – Segonzac ; Notre Dame des Borderies
- Doyenné Est Charente : avec les paroisses : Notre Dame des Terres en Haute-Charente ; Saint augustin en Tardoire et Bandiat ; Confolens – Chabanais – Champagne-Mouton
- Doyenné Nord Charente : avec les paroisses : Ruffec ; St Léger de Mans ; Villefagnan ; Aigre
- Doyenné Sud Charente : avec les paroisses : Barbezieux – Baignes – Barret ; Aubeterre – Chalais – Brossac ; Montmoreau – Blanzac – Villebois-Lavalette.

## Cathédrale
La cathédrale Saint-Pierre d'Angoulême est l'église cathédrale du diocèse. Chose peu commune en France, elle est romane, alors que bon nombre de cathédrales sont gothiques.

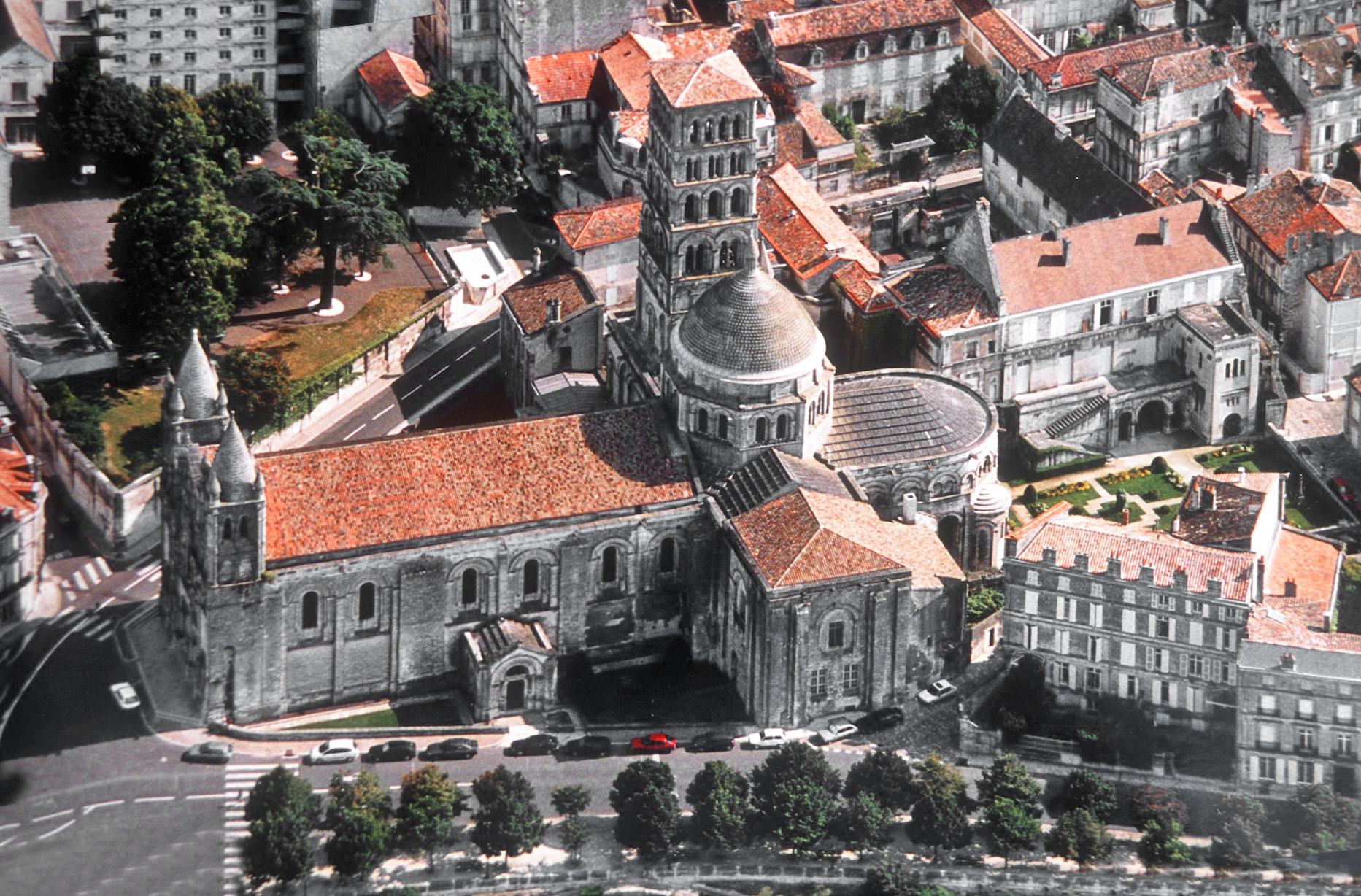
vue d'ensemble de la cathédrale Saint-Pierre d'Angoulême

## Églises
Les églises du diocèse présentent une grande diversité architecturale, en raison de styles et de périodes de construction différentes. Dans le diocèse, de nombreux édifices témoignent de l'épanouissement, aux XIe et XIIe siècles de l'art roman saintongeais, un des grands courants artistiques français de l'art roman. Aussi, de façon plus discrète se distinguent des édifices d'art gothique ou ayant subi des modifications de cette époque, et encore plus néoclassiques. Au XIXe siècle, quelques églises sont élevées de manière assez académique afin de remplacer des édifices jugés vétustes. L'église monolithe Saint-Jean à Aubeterre-sur-Dronne date du VIIe siècle.

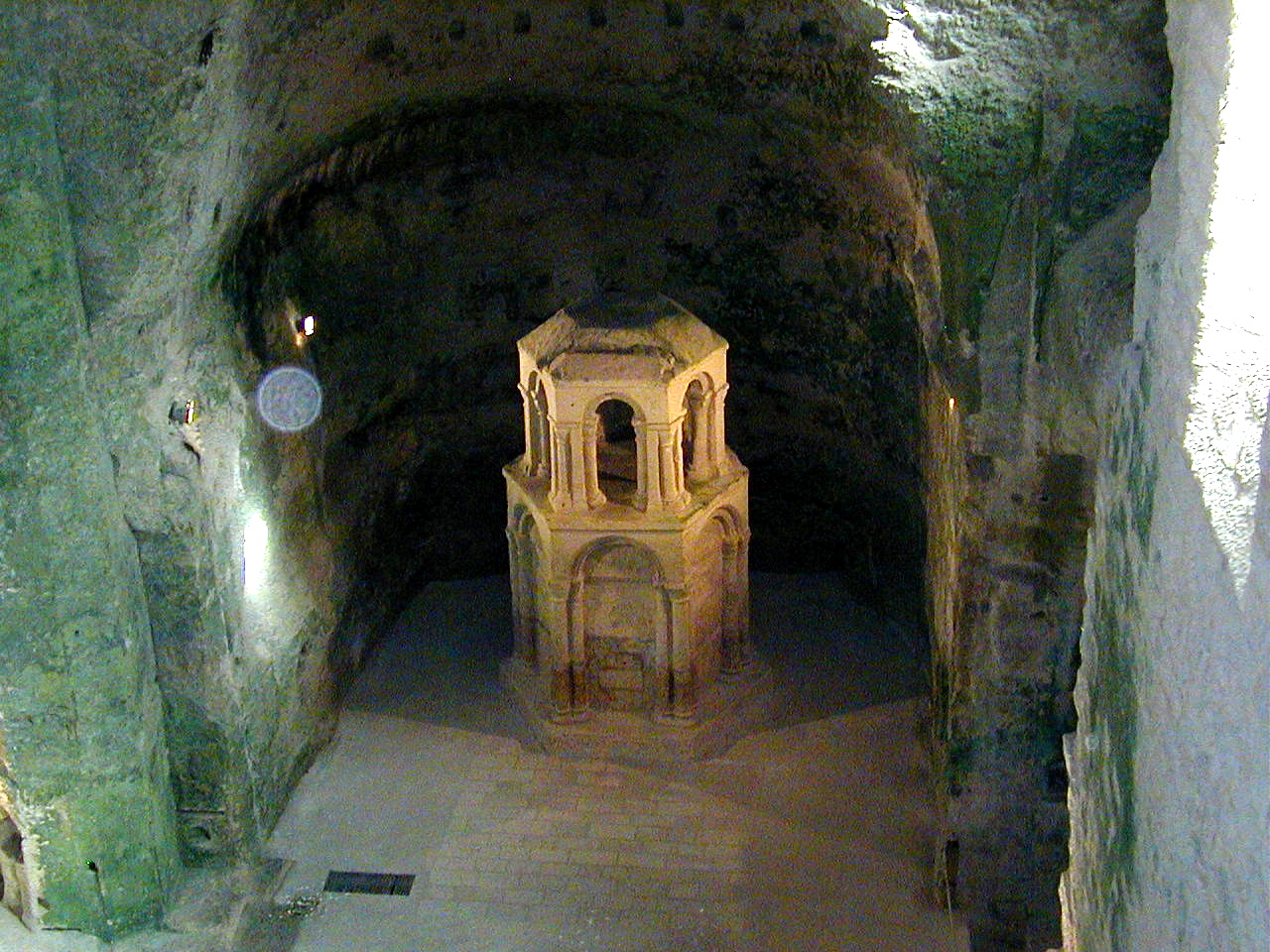
Ancienne église monolithe Saint-Jean à Aubeterre-sur-Dronne
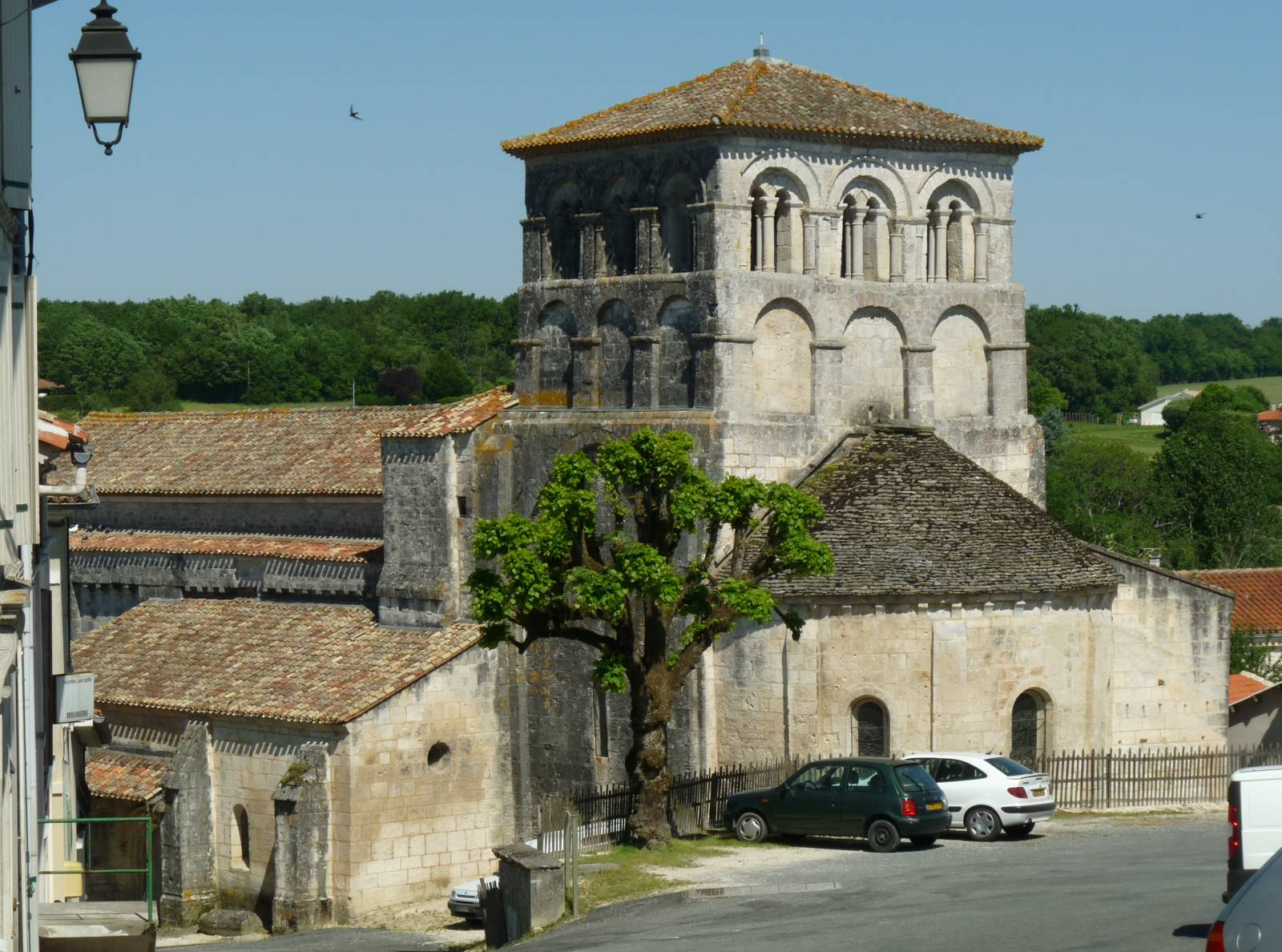
Église Saint-Cybard de Dignac
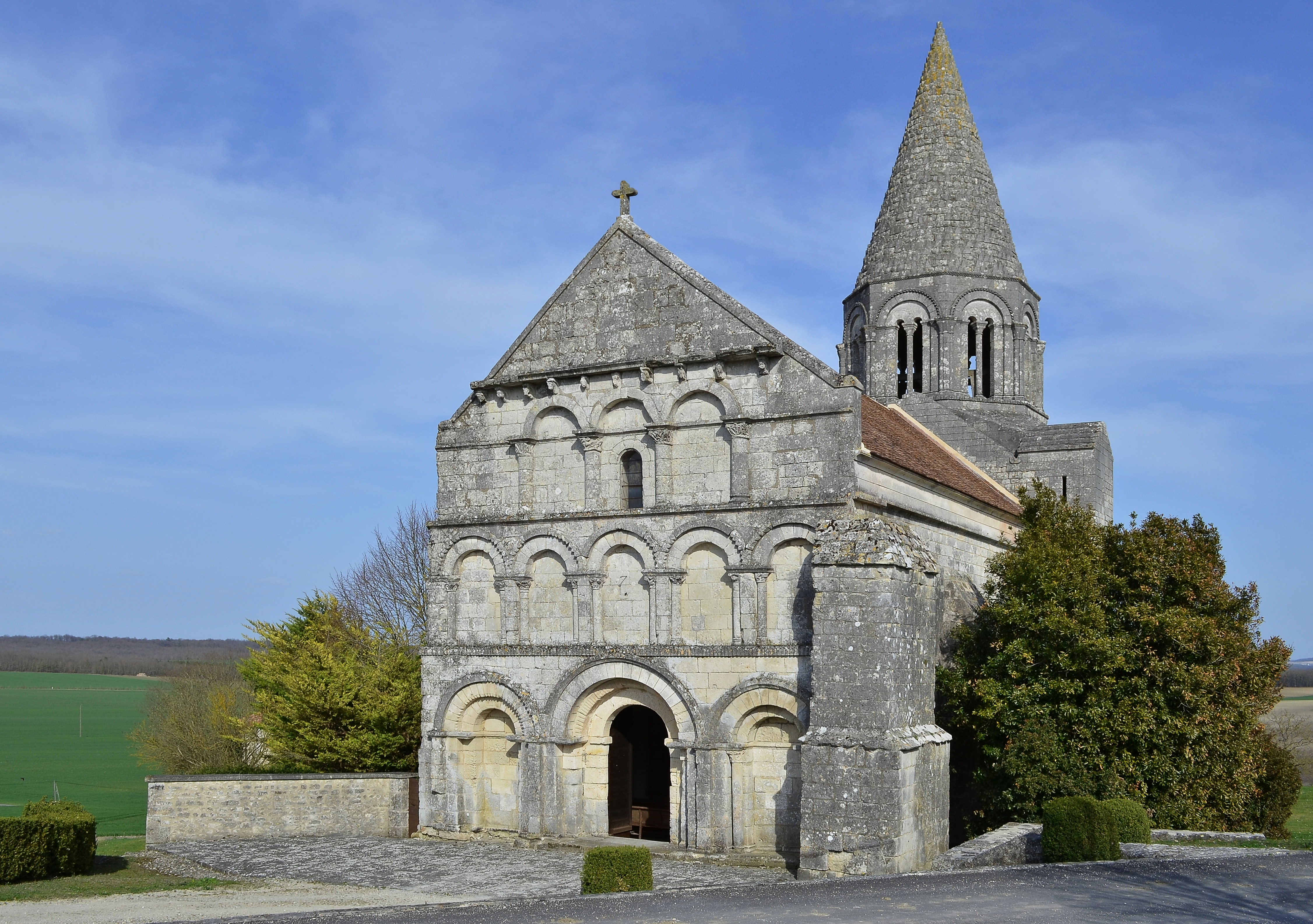
Église Saint-Cybard de Plassac-Rouffiac
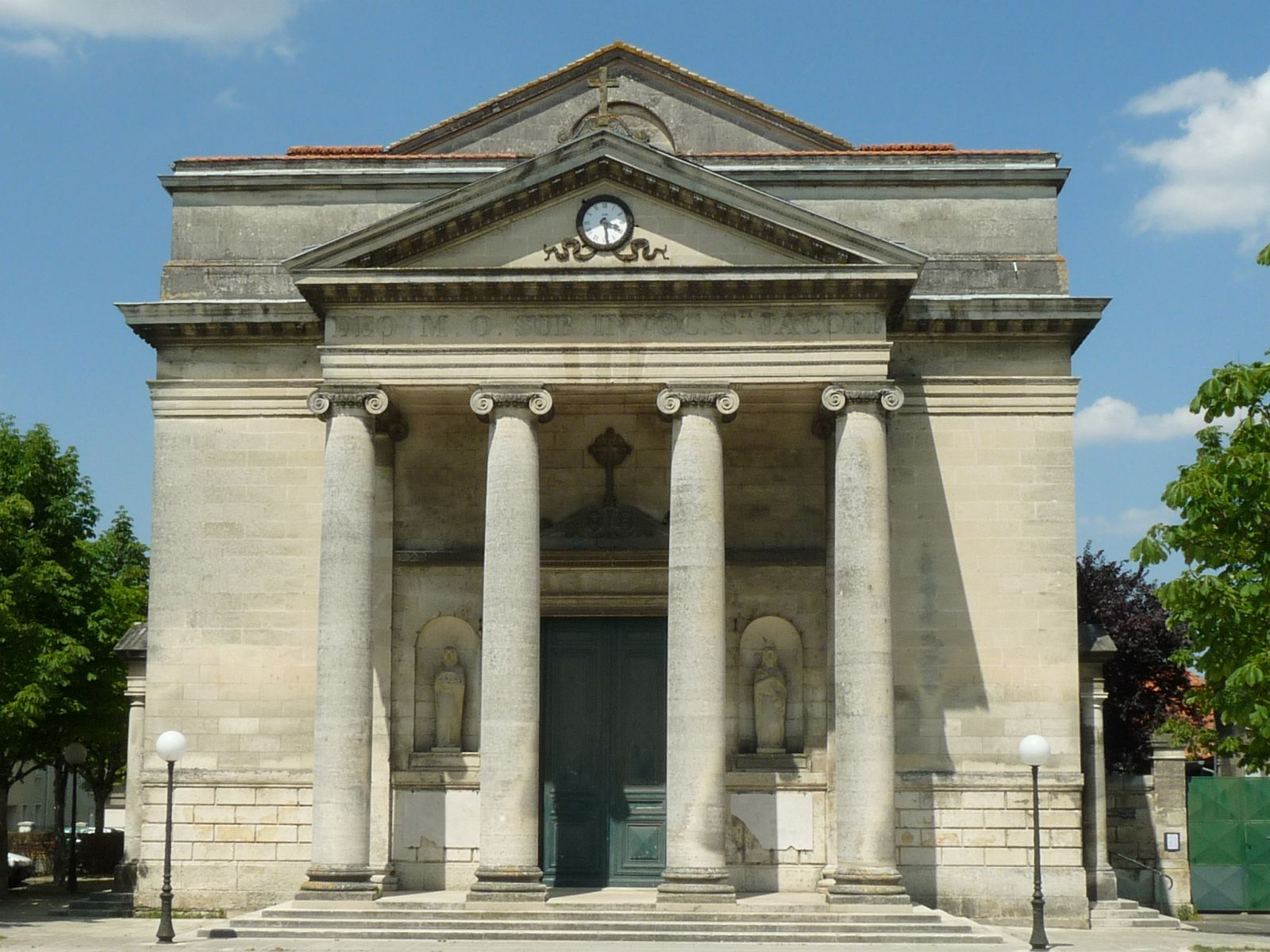
Église Saint-Jacques-de-l'Houmeau à Angoulême
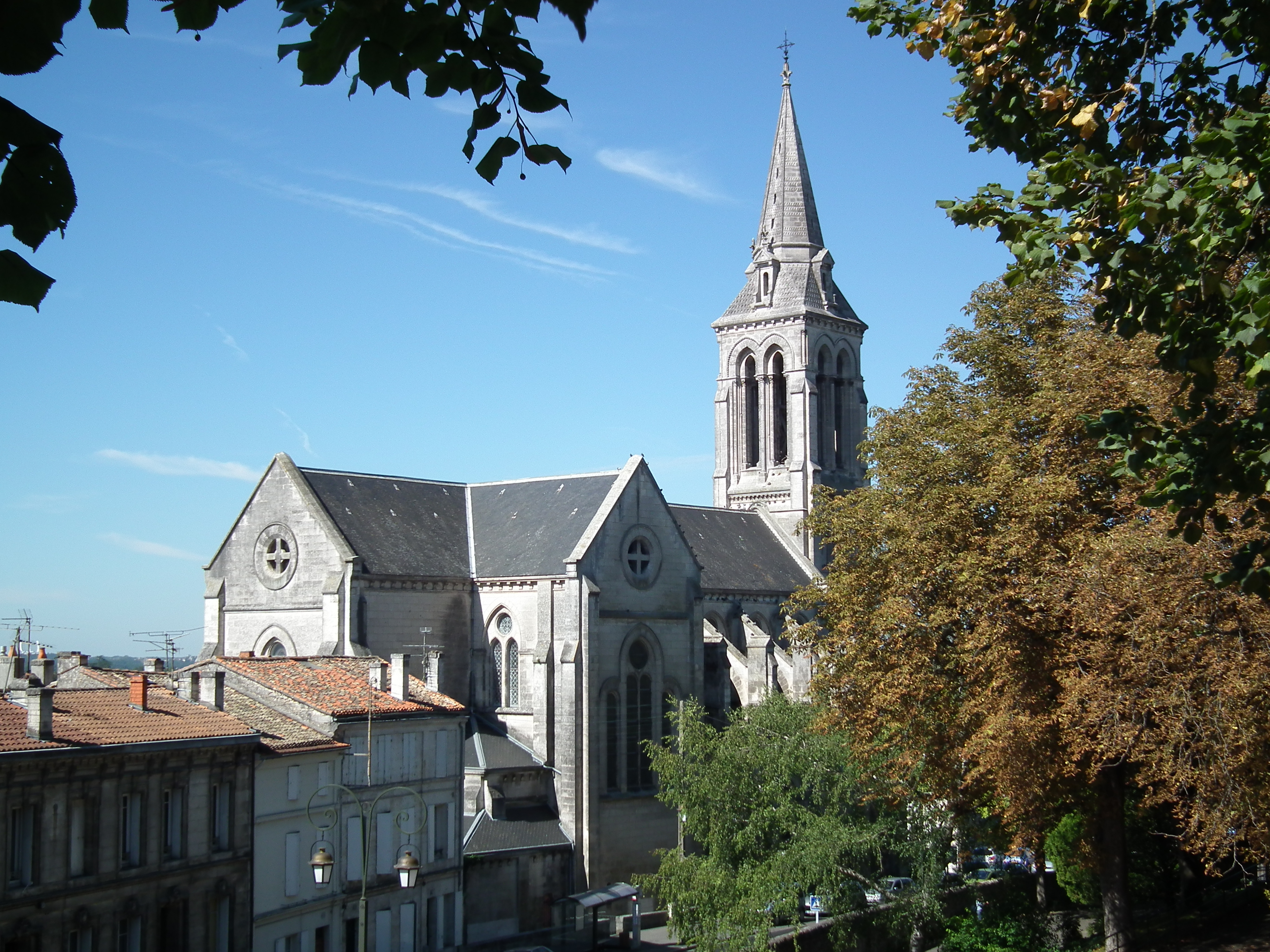
Église Saint-Ausone à Angoulême
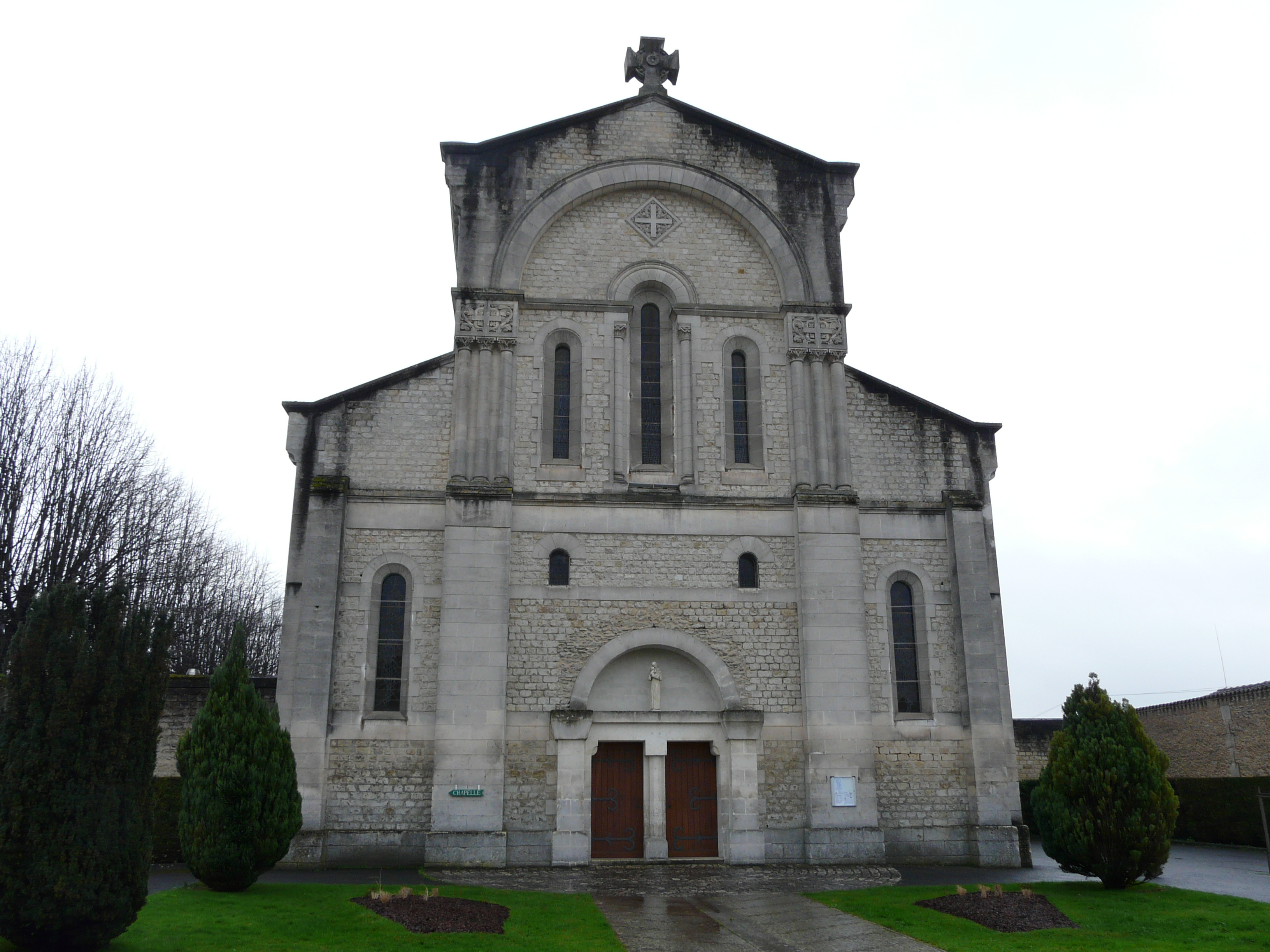
Église Saint-Antoine à Cognac

## Abbayes et communautés
La Charente a compté treize abbayes parmi lesquelles sept abbayes bénédictines, quatre abbayes augustiniennes, et deux abbayes cisterciennes. Une a été fondée au XXe siècle : l'abbaye bénédictine de Maumont, sur la commune de Juignac.

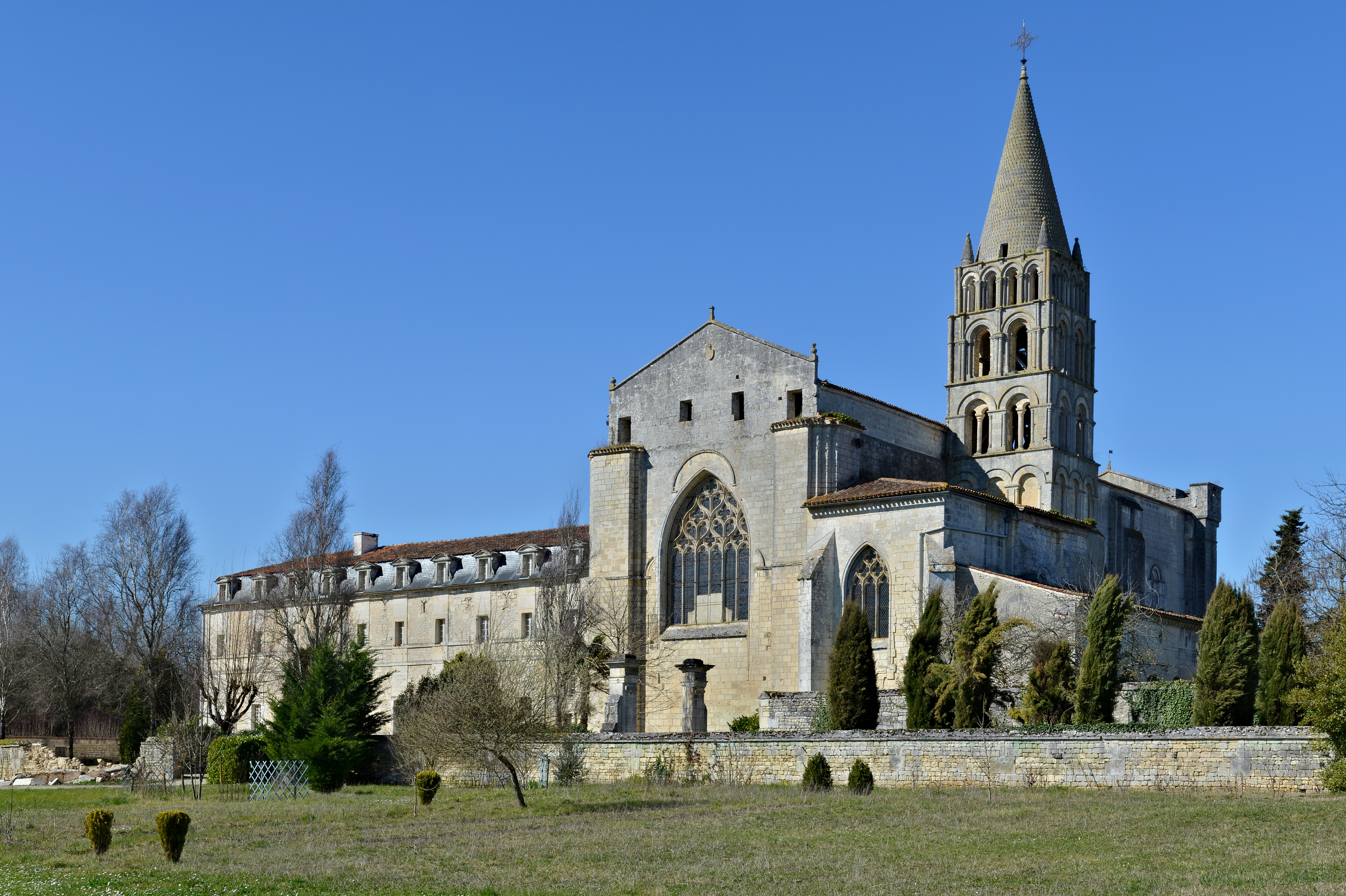
Abbaye Saint-Étienne de Bassac
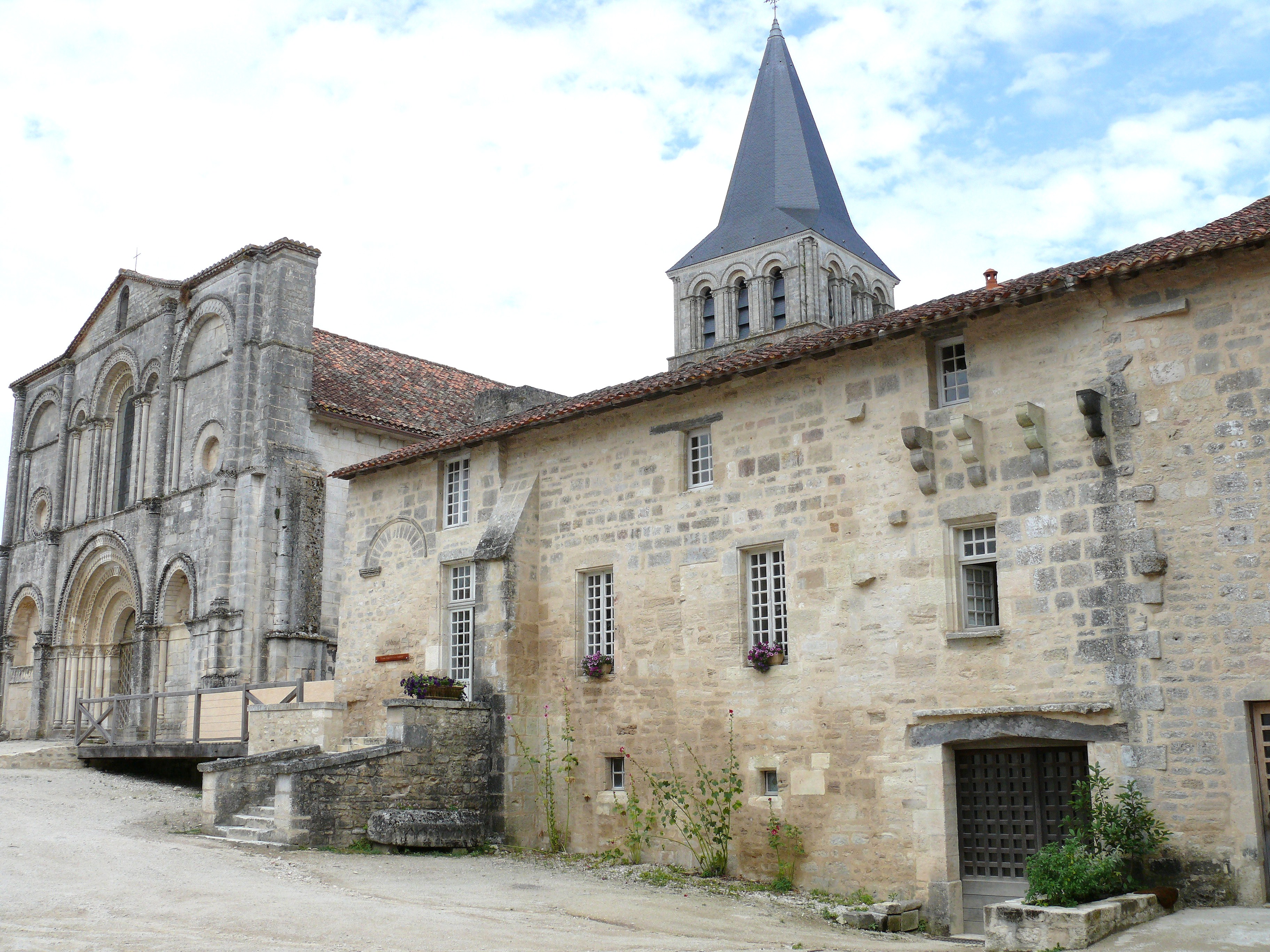
Abbaye Saint-Amant de Boixe
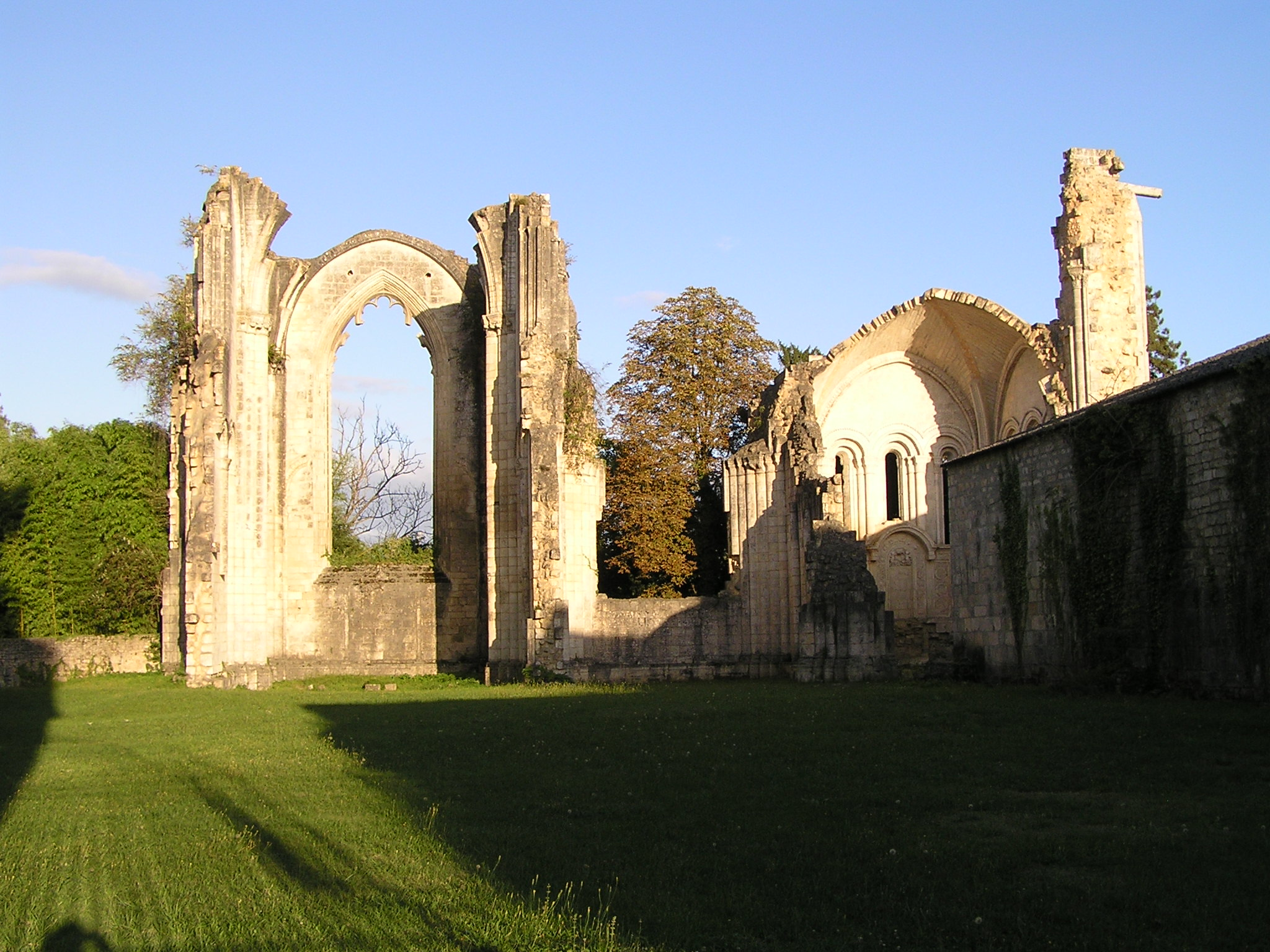
Abbaye Notre-Dame de la Couronne
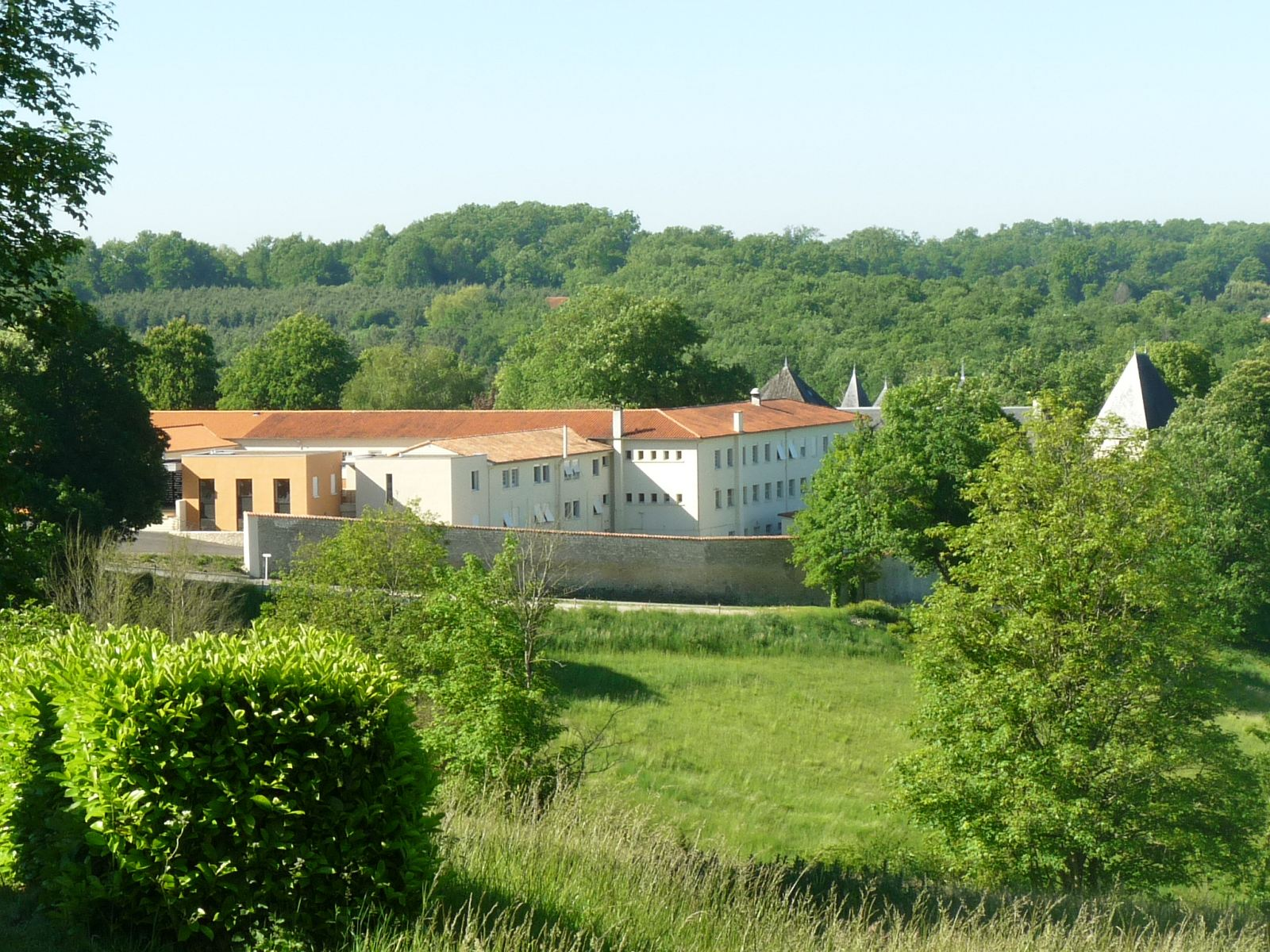
Abbaye Sainte-Marie de Maumont

### Communautés actuelles
Le diocèse d'Angoulême accueille différentes communautés religieuses.

#### Communautés devie religieuseapostolique
- Filles de la Charité du Sacré-Coeur de Jésus, à Ruffec et Villefagnan
- Filles de la Sagesse, à Hiersac et Magnac-sur-Touvre
- Frères Missionnaires de Sainte Thérèse, à Segonzac
- Congrégation des Frères de Saint Jean, à Cherves-Richemont
- Religieuses de la Charité de Saint Louis, à Confolens
- Religieuses des Sacrés-Cœurs de Jésus et de Marie, à Aigre et au Gond-Pontouvre
- Religieuses trinitaires de Valence, à Angoulême
- Sainte Famille de Bordeaux, à Angoulême
- Congrégation de Saint Victor des Chanoines réguliers de Saint Augustin, à Montbron
- Sœurs de la Charité de Sainte Jeanne-Antide Thouret, à Angoulême, Cognac et Saint-Front
- Sœurs de l’Enfant Jésus, à Angoulême
- Sœurs de Jeanne Delanoue, à Cognac et Mouthiers-sur-Boëme
- Sœurs du Sacré-Coeur de Saint Jacut, à Segonzac
- Sœurs de Saint Joseph de Lyon, à Chalais
- Ursulines de Jésus, à Angoulême

#### Communautés devie religieusecontemplative
- Abbaye Bénédictine Sainte-Marie de Maumont, à Juignac
- Monastère du Carmel, à Cognac
- Sœurs du Bon Pasteur, à Saint-Yrieix-sur-Charente

#### Associations de fidèles
- Petites Servantes de l’Amour Miséricordieux, à Genac
- Fraternité Trinitaire d’Angoulême
- Communauté de Gennesaret

## Évêques
À ce jour, il est estimé à 100 ou 101 évêques à s'être succédé comme évêques d'Angoulême.

### Évêques originaires du diocèse d'Angoulême
- Pierre Dupont de Poursat, né à Chabanais le 3 juin 1761, évêque de Coutances (1807-1835)
- Jacques Blaquart, né à Roumazières le 19 décembre 1951, évêque auxiliaire de Bordeaux (2006-2010), puis évêque d'Orléans (depuis 2010).

## Statistiques
En 2018, sur une population de 354000 personnes le diocèse comptait 270000 baptisés, correspondant à 76.3% du total.
| année | population | population | population | prêtres | prêtres   | prêtres   | prêtres                       | diacres | religieux | religieux | parroisses |
| année | baptisée   | totale     | %          | nombre  | séculiers | réguliers | nombre de baptisés par prêtre | diacres | hommes    | femmes    | parroisses |
| ----- | ---------- | ---------- | ---------- | ------- | --------- | --------- | ----------------------------- | ------- | --------- | --------- | ---------- |
| 1959  | 300.000    | 311.137    | 96,4       | 297     | 260       | 37        | 1.010                         |         | 48        | 507       | 362        |
| 1970  | 320.000    | 331.016    | 96,7       | 266     | 232       | 34        | 1.203                         |         | 40        | 540       | 363        |
| 1980  | 234.000    | 343.000    | 68,2       | 209     | 171       | 38        | 1.119                         | 1       | 43        | 364       | 430        |
| 1990  | 280.500    | 340.770    | 82,3       | 172     | 146       | 26        | 1.630                         | 4       | 29        | 362       | 374        |
| 1999  | 270.000    | 342.000    | 78,9       | 130     | 109       | 21        | 2.076                         | 7       | 33        | 272       | 149        |
| 2000  | 240.000    | 339.628    | 70,7       | 123     | 106       | 17        | 1.951                         | 7       | 29        | 284       | 148        |
| 2001  | 240.000    | 339.628    | 70,7       | 114     | 98        | 16        | 2.105                         | 7       | 27        | 258       | 149        |
| 2002  | 240.000    | 339.628    | 70,7       | 114     | 99        | 15        | 2.105                         | 7       | 26        | 250       | 149        |
| 2003  | 240.000    | 339.628    | 70,7       | 114     | 96        | 18        | 2.105                         | 7       | 29        | 249       | 139        |
| 2004  | 240.000    | 339.628    | 70,7       | 110     | 93        | 17        | 2.181                         | 7       | 28        | 234       | 125        |
| 2006  | 231.000    | 339.600    | 68,0       | 106     | 86        | 20        | 2.179                         | 8       | 38        | 210       | 101        |
| 2012  | 264.000    | 352.110    | 75,0       | 86      | 66        | 20        | 3.069                         | 11      | 30        | 172       | 88         |
| 2015  | 276.000    | 367.500    | 75,1       | 75      | 61        | 14        | 3.680                         | 11      | 17        | 144       | 47         |
| 2018  | 270.000    | 354.000    | 76,3       | 61      | 48        | 13        | 4.426                         | 12      | 18        | 132       | 45         |

### Articles liés
- Cathédrale Saint-Pierre d'Angoulême
- Circonscriptions catholiques françaises depuis 2002
- Liste des églises de la Charente
- Liste des chapelles de la Charente